# Первое кругосветное плавание Джеймса Кука

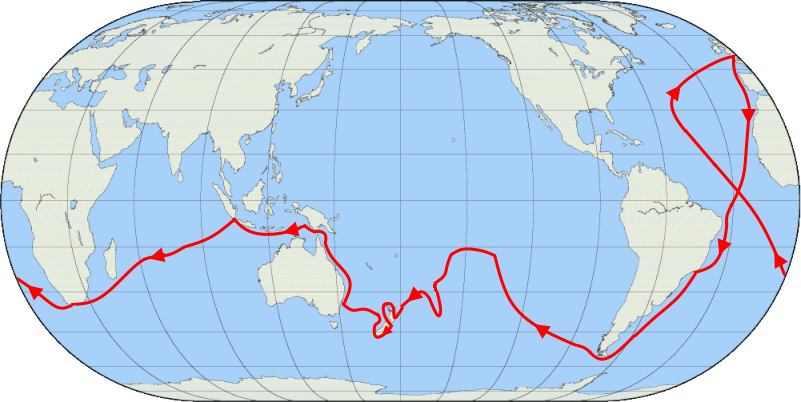
Путь первого путешествия Джеймса Кука

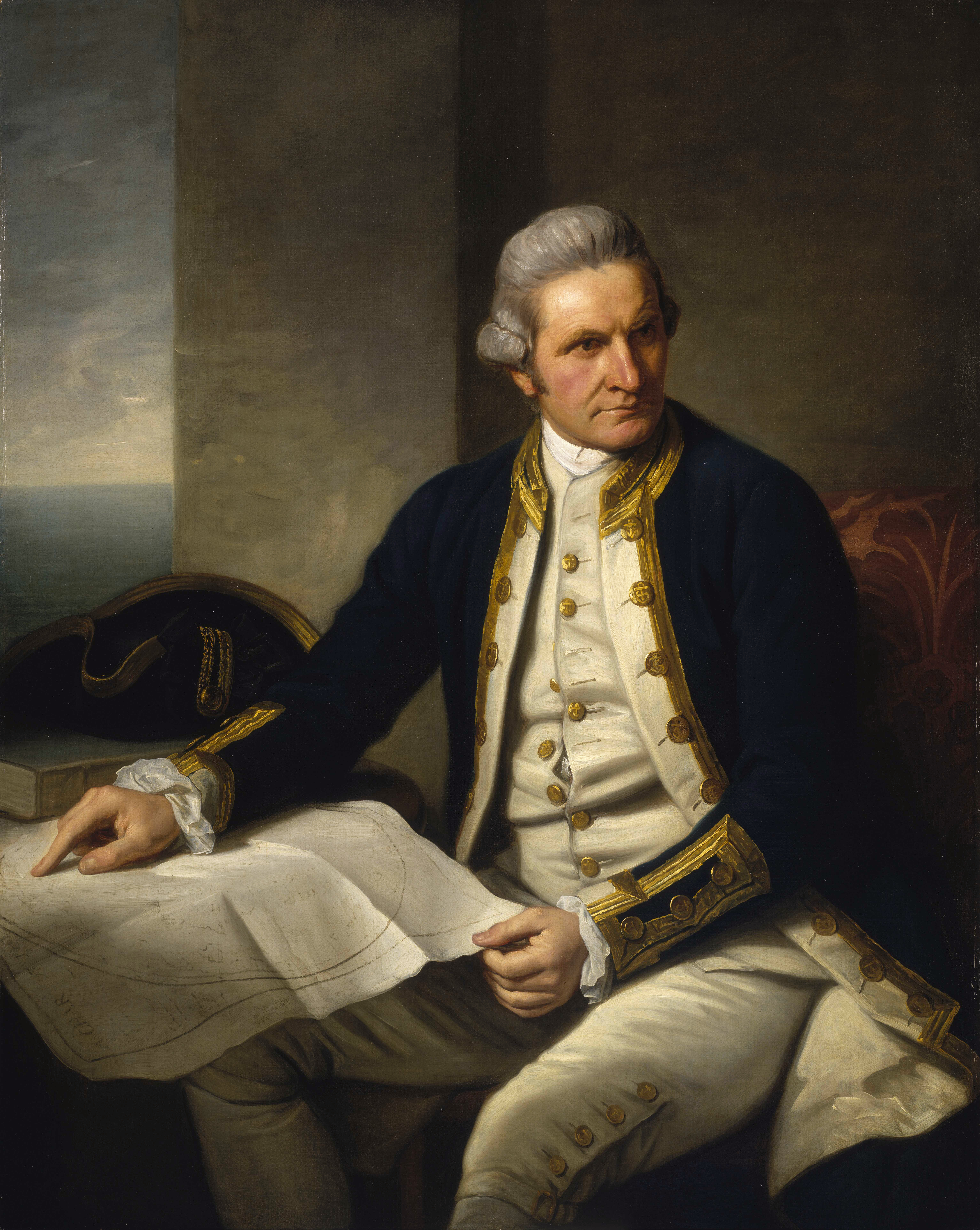
Джеймс Кук, портрет работы сэра Натаниэля Дэнс-Холланда, ок. 1775 г., британский Национальный морской музей, Гринвич.

Своё первое кругосветное путешествие Джеймс Кук совершил в составе объединённой экспедиции Королевского флота и Королевского общества Великобритании по исследованию южной части Тихого океана. На борту корабля Индевор с 1768 по 1771 год. Это было первое из трёх тихоокеанских путешествий, которыми командовал Кук. Целью экспедиции было наблюдать прохождение Венеры по диску Солнца 3 - 4 июня 1769 года и найти гипотетическую Неведомую Южную землю. В составе экспедиции были учёные британец натуралист, ботаник Джозеф Бэнкс и Даниэль Карлссон Соландер, шведский ботаник и зоолог, натуралист (естествоиспытатель), один из «апостолов Линнея». Для зарисовок находок Бэнксом был нанят в плавание молодой художник-анималист и ботанический  иллюстратор Сидней Паркинсон.
Отправившись из плимутского дока (Девонпорт) в августе 1768 года, мореплаватели пересекли Атлантику, обогнули мыс Горн и добрались до Таити, чтобы наблюдать прохождение Венеры. 

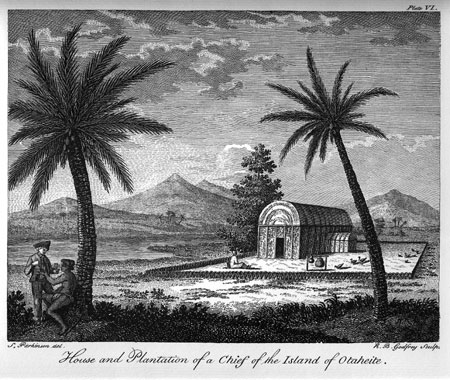
Дом и плантация вождя на Таити. Рисунок VI художника экспедиции Кука ботанического иллюстратора Сиднея Паркинсона. Около 1769 года. Из его путевого дневника, опубликованного посмертно в 1773 году. Источник: страница рисунка на сайте Национальной библиотеки Австралии

Затем Кук отправился в неизведанные воды океана на юг, остановившись у тихоокеанских островов Хуахине, Бора-Бора и Раиатеа с целью присоединения их к Великобритании, а также безуспешно пытался высадиться на острове Руруту.

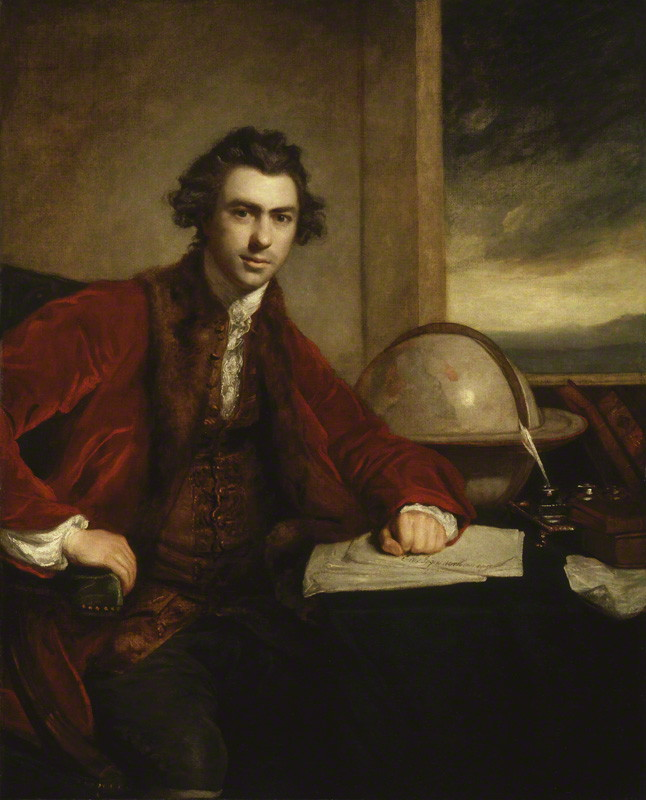
Ботаник сэр Джозеф Бэнкс. 1773г. Портрет работы Джошуа Рейнольдса

## Новая Зеландия

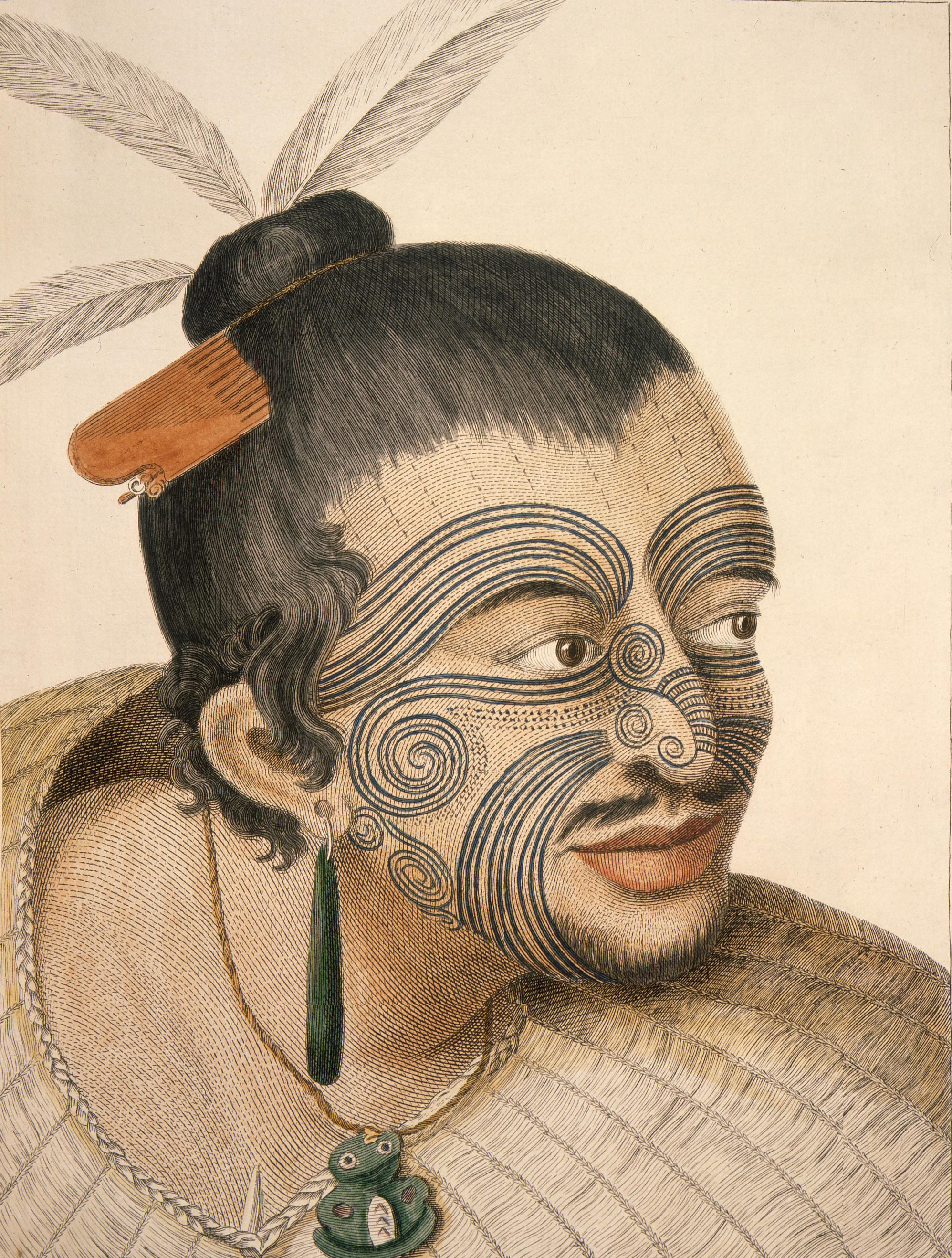
Голова вождя из Новой Зеландии, лицо интересным образом вытатуировано или помечено, в зависимости от их манеры. Гравюра Т. Чемберса 1773 года, основанная на рисунке Паркинсона 1769 года, изображающем мужчину-маори с Та-моко.

В сентябре 1769 года он достиг Новой Зеландии, став вторым европейцем, побывавшим на этом архипелаге после его открытия Абелем Тасманом (1642). Кук и его команда провели шесть месяцев, составляя карту новозеландского побережья, прежде чем возобновить своё путешествие на запад через открытое море.

## Австралия

### Первое наблюдение австралийского берега. Мыс Хикса
19 апреля 1770 года участники экспедиции увидели землю и стали первыми европейцами, которые достигли восточного побережья Австралии, у мыса, получившего затем английское название мыс Эверард (англ. Cape Everard) — ныне Пойнт-Хикс (англ. Point Hicks) регионе Восточный Гипсленд в современном штате Виктория с национальным парком Кроаджинголонг вокруг исторического маяка; мыс назван в честь лейтенанта Захарии Хикса, старшего помощника капитана Кука,  так как Хикс первым увидел  в апреле землю, как считается, восточного берега Новой Голландии (Австралии). 
Из Новой Зеландии экспедиция направилась в сторону Ван-Дименовой земли (нынешний остров Тасмания) с целью установить, является ли она частью предполагаемого Южного материка, то есть Австралии. Но преобладающие ветра заставили вести корабль севернее, и девятнадцатого апреля он оказался в виду материка. Члены экипажа заметили землю в 6:00 утра, а через 2 часа её наблюдал сам капитан и оставил запись в бортовом журнале с названием мыса в честь своего помощника Хикса. Кук записал, что находится у южного края большой массы земли, и от этой точки суша продолжалась на север и запад, а земли Тасмании к югу было не видно, и капитан выразил в журнале сомнения, что она соединяется с найденной им землёй. Рукописная карта восточного побережья Австралии Кука начинается с точки, которую он назвал Пойнт-Хикс, а её координаты указаны как 38°0’ю.ш. и 148°53’в.д.  Однако записанные координаты находятся в нескольких милях от берега, на глубине 50 саженей (91 м).  Высказывались различные предположения, что Кук был обманут облаком, ошибкой компаса или ошибочным наблюдением. Маргарет Кэмерон-Эш, однако, утверждает, что Кук намеренно фальсифицировал свои карты и координаты, чтобы скрыть существование Бассова пролива по причинам военной и колониальной политики.  Эти утверждения были решительно оспорены как лишенные каких-либо веских доказательств. 
Тем не менее, вполне вероятно, что «Точка суши» Кука не была сегодняшним Пойнт-Хикс и находится несколько к юго-западу.

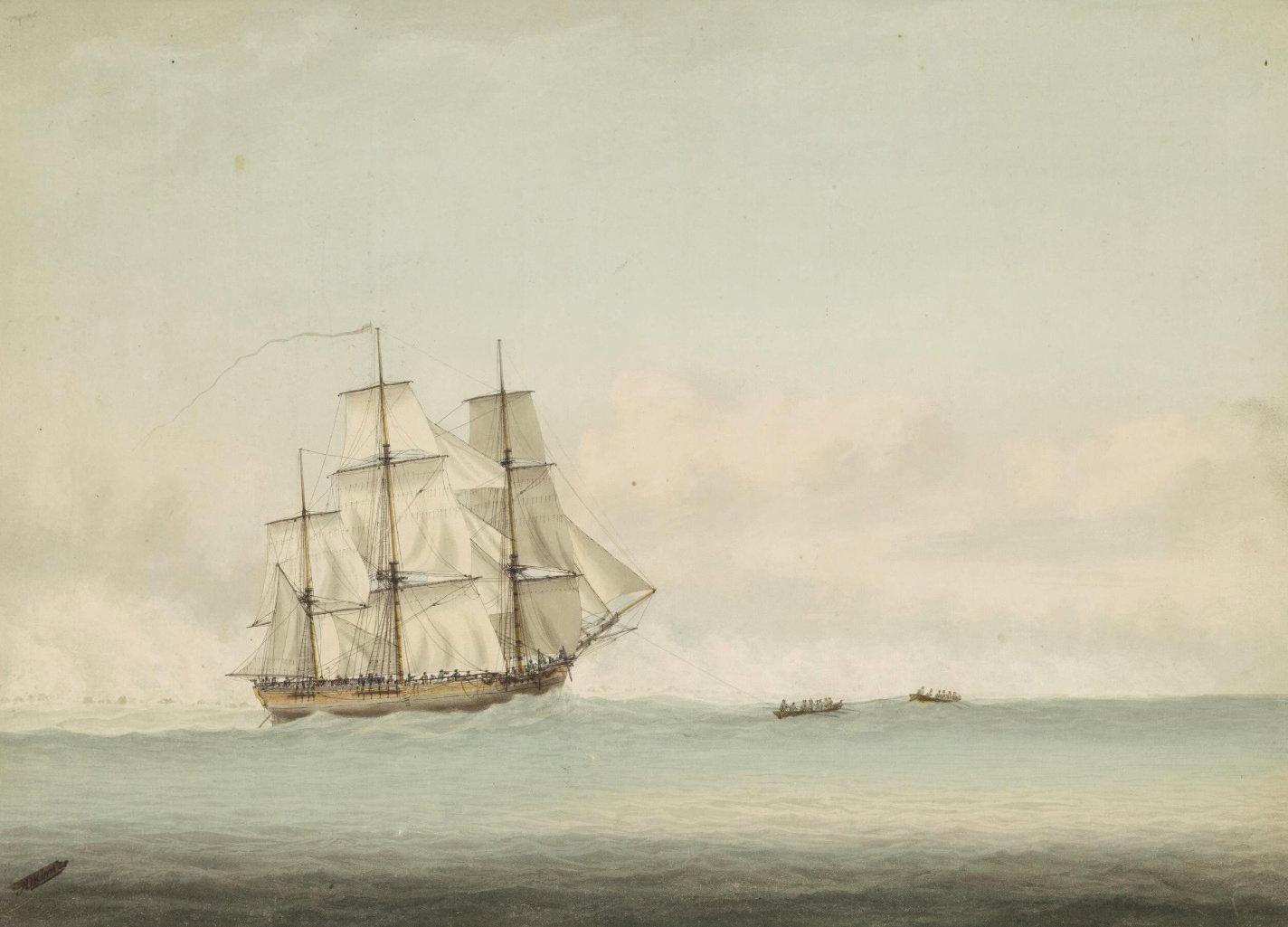
Корабль «Индевор» у берегов Новой Голландии (тогдашнее название Австралии)

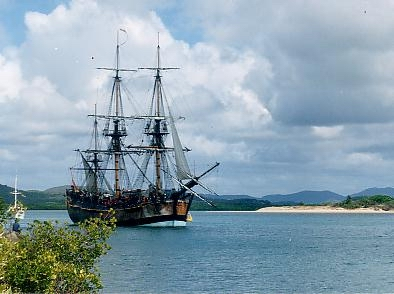
Современная реплика корабля "Индевор" в гавани города, названного в честь британского капитана Кукн, на северо-востоке Австралии в северной части штата Квинсленд

### Залив Ботани. Первая высадка на материк
Затем  корабль пошёл в северном направлении, ведя съёмку местности, вдоль восточного берега Австралии и достиг залива, получившего в итоге и носящего ныне название  залив Ботани (англ. Botany Bay досл.: «Бухта ботаники»). 29 апреля 1770 г. участники экспедиции там сделали первую высадку на берег Австралии.
Они поймали двух больших размеров необычных хрящевые рыб из числа орляковидных скатов (англ. stingrays), и в своём журнале экспедиции Кук записывает название залива как Stingrays Harbour, то есть Бухта скатов-хвостоколов, но затем вносит изменения в текст рукописи и в связи с большим количеством новых растений, найденных на берегу ботаниками экспедиции Бэнксом и Соландером, записывает название сначала как Botanist Bay (Бухта ботаника), а затем  меняет суффикс -ist на -у, получая 6 мая 1770г. наименование Botany Bay - Бухта ботаники.  Это название осталось по сей день.
Залив имеет примерно круглую форму с диаметром около 8 км и ширину в районе устья в 1.6 км между мысами Лаперуза и Кернелл. В него впадают две реки. 
Британия планировала затем использовать это место для создания первой колонии для ссыльных преступников, и там высадилась через несколько лет другая английская экспедиция, который командовал Артур Филипп, будущий губернатор этих мест. Район бухты оказался неудобным для проживания, и колония была основана севернее, на берегу залива Порт-Джексон. Позднее из неё вырос крупный город Сидней, административный центр штата Новый Южный Уэльс, а на берегу залива Ботани располагаются южные пригороды Сиднея. С северного берега в залив уходят две взлётно-посадочной полосы городского аэропорта.

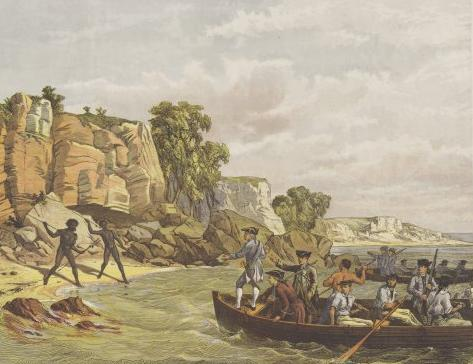
Высадка Кука в заливе Ботани в 1770 году. Литография неизвестного художника, впервые опубликованная в журнале Town and Country Journal Нового Южного Уэльса, 21 декабря 1872 года.

### Большой Барьерный риф. Повреждение корабля. Стоянка и ремонт на северо-востоке континента в районе Куктауна
Экспедиция продолжалась на север вдоль австралийского побережья, едва избежав кораблекрушения на Большом Барьерном рифе.  С 26 мая до 11 июня плавание в полосе рифа проходило удачно, но 11 июня 1770 года корабль получил повреждения, и пришлось искать место для ремонта. 

Охраняемая природная территория Морской парк Большой Барьерный риф у северо-восточного побережья Австралии

К северу нашли гавань (теперь там город Куктаун, названный в честь мореплавателя и являющийся административным центром графства (англ. shire) Кук в регионе Крайний север современного северо-восточного  штата Квинсленд) и простояли там семь недель (к радости ботаника Джозефа Бэнкса), ремонтируя корабль, получивший большую пробоину.

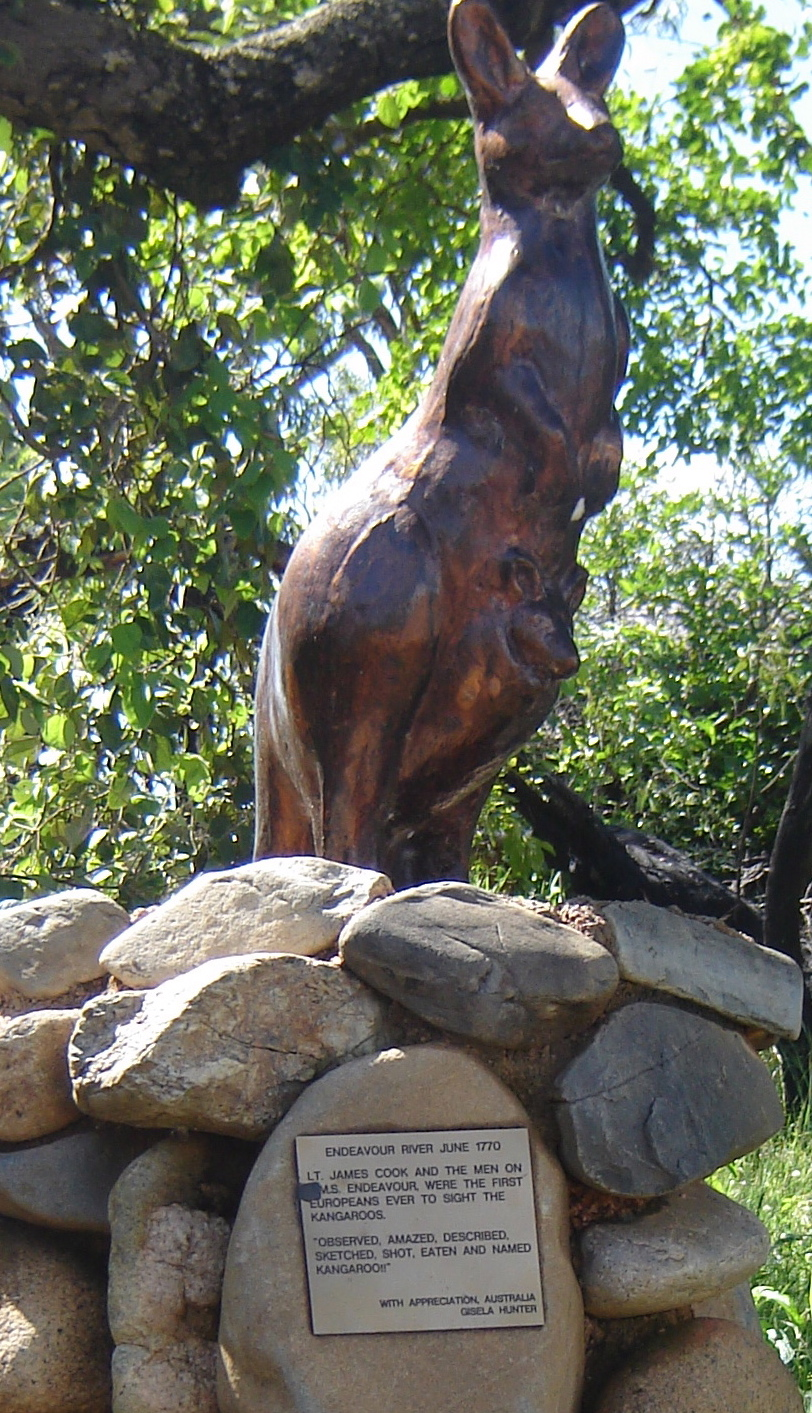
Памятный знак в австралийском городе Куктаун, центре графства Кук в северной части австралийского штата Квинсленд, поставленный на месте первой встречи европейцев из экспедиции британского мореплавателя Джеймса Кука с кенгуру на Грасси-Хилл. Джизела Хантер. Надпись гласит: "РЕКА ИНДЕВОР, ИЮНЬ 1770 Г.
ЛЕЙТЕНАНТ ДЖЕЙМС КУК И ЛЮДИ НА "ИНДЕВОРЕ" БЫЛИ ПЕРВЫМИ ЕВРОПЕЙЦАМИ, КОТОРЫЕ УВИДЕЛИ КЕНГУРУ.
НАБЛЮДАЛИ, БЫЛИ ПОРАЖЕНЫ, ОПИСАЛИ, ЗАРИСОВАЛИ, ЗАСТРЕЛИЛИ, СЪЕЛИ И НАЗВАЛИ КЕНГУРУ!!" С БЛАГОДАРНОСТЬЮ, АВСТРАЛИЯ. Джизела Хантер"

## Батавия
В октябре 1770 года сильно повреждённый «Индевор» вошёл в порт Батавии (ныне столица Индонезии Джакарта) в голландской Ост-Индии, его экипаж поклялся хранить тайну о землях, которые они обнаружили. Они возобновили своё путешествие 26 декабря, обогнули мыс Доброй Надежды 13 марта 1771 года, а 12 июля достигли английского порта Дил. Плавание длилось почти три года.
Через год после возвращения Кук отправился во второе путешествие по Тихому океану, которое длилось с 1772 по 1775 год. Его третье и последнее плавание продолжалось с 1776 по 1779 год.

## Материалы путешествий и их публикация

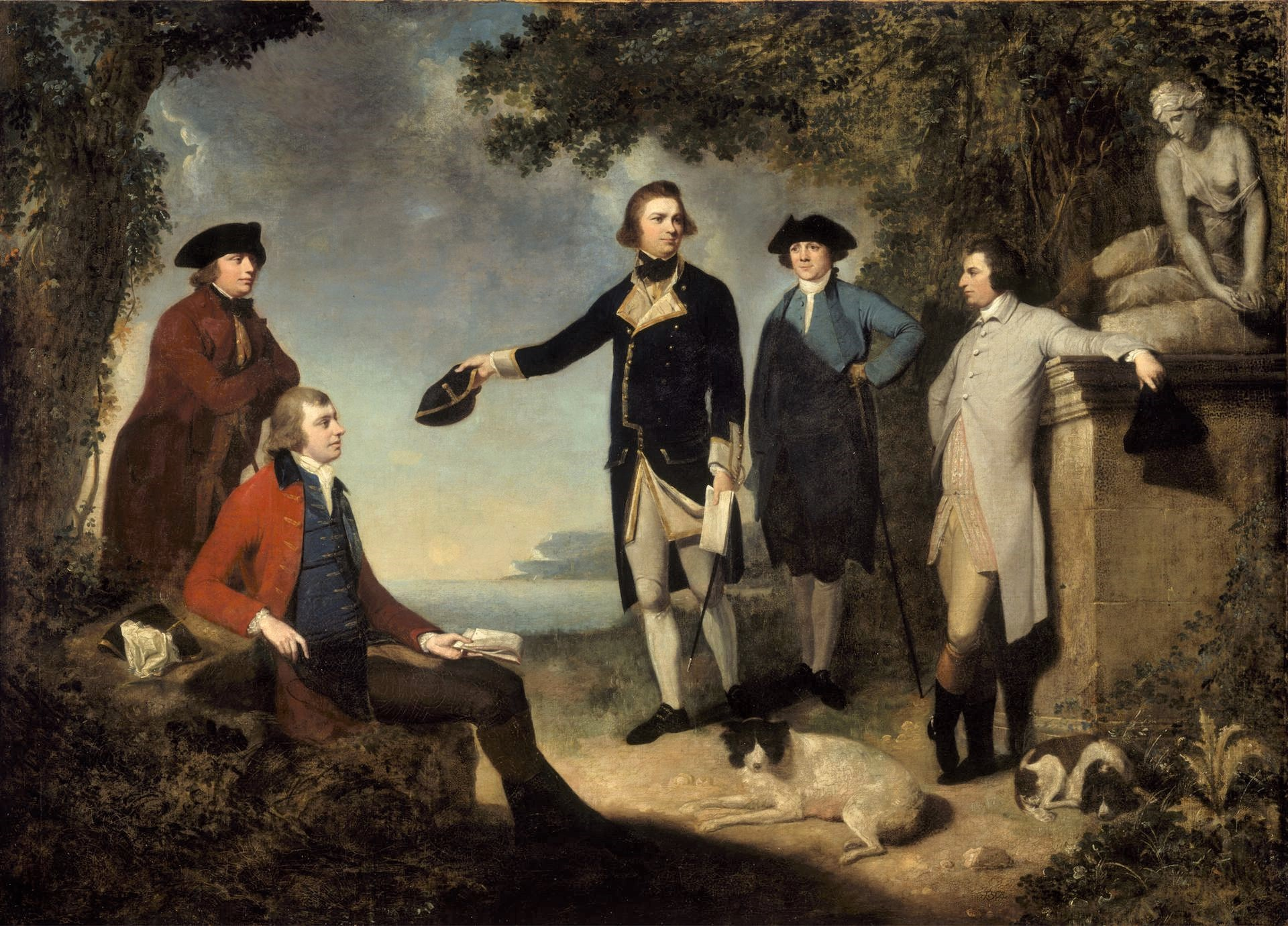
На картине Дж. Мортимера (1771) Даниэль Соландер (крайний слева), ботаник Джозеф Бэнкс (слева, сидит), редактор путевых заметок Кука и Бэнкса Джон Хоксуорт и лорд Сэндвич (крайний справа) во время отчёта Джеймса Кука (в центре) о путешествии в Австралию

В английской печати появились три путевых дневника участников экспедиции:  её руководителя Джеймса Кука, ботаника Джозефа Бэнкса и его помощника молодого иллюстратора Сиднея Паркинсона, который умер во время экспедиции от инфекции, полученной в Индонезии. Записи Паркинсона вышли под названием Дневник путешествия в Южные моря.
Записи Кука и Бэнкса вошли в издание Отчёт о путешествиях... ( полное название «Отчёт о путешествиях, предпринятых по приказу Его Нынешнего Величества для совершения открытий в Южном полушарии и последовательно совершенных коммодором Байроном, капитаном Уоллисом, капитаном Картеретом и капитаном Куком на кораблях «Дельфин», «Ласточка» и «Индевор»: составлено  из журналов, которые вели несколько командиров, и из бумаг Джозефа Бэнкса, эсквайра», англ. An Account of the Voyages Undertaken by the Order of his Present Majesty for Making Discoveries in the Southern Hemisphere, and successively performed by Commodore Byron, Captain Wallis, Captain Carteret, and Captain Cook, in the Dolphin, the Swallow, and the Endeavour: drawn up from the journals which were kept by the several commanders, and from the papers of Joseph Banks, Esq.  (1773) by John Hawkesworth)
На протяжении XX века большую работу по изучению, редактированию и изданию многотомных трудов Кука и Бэнкса и написанию биографии Кука проводил новозеландский историк Биглхоул, Джон (англ. John Beaglehole).

Бэнкс составил каталог растений - Флорилегиум. Его именем назван род австралийских растений Банксия со множеством видов в нём. 

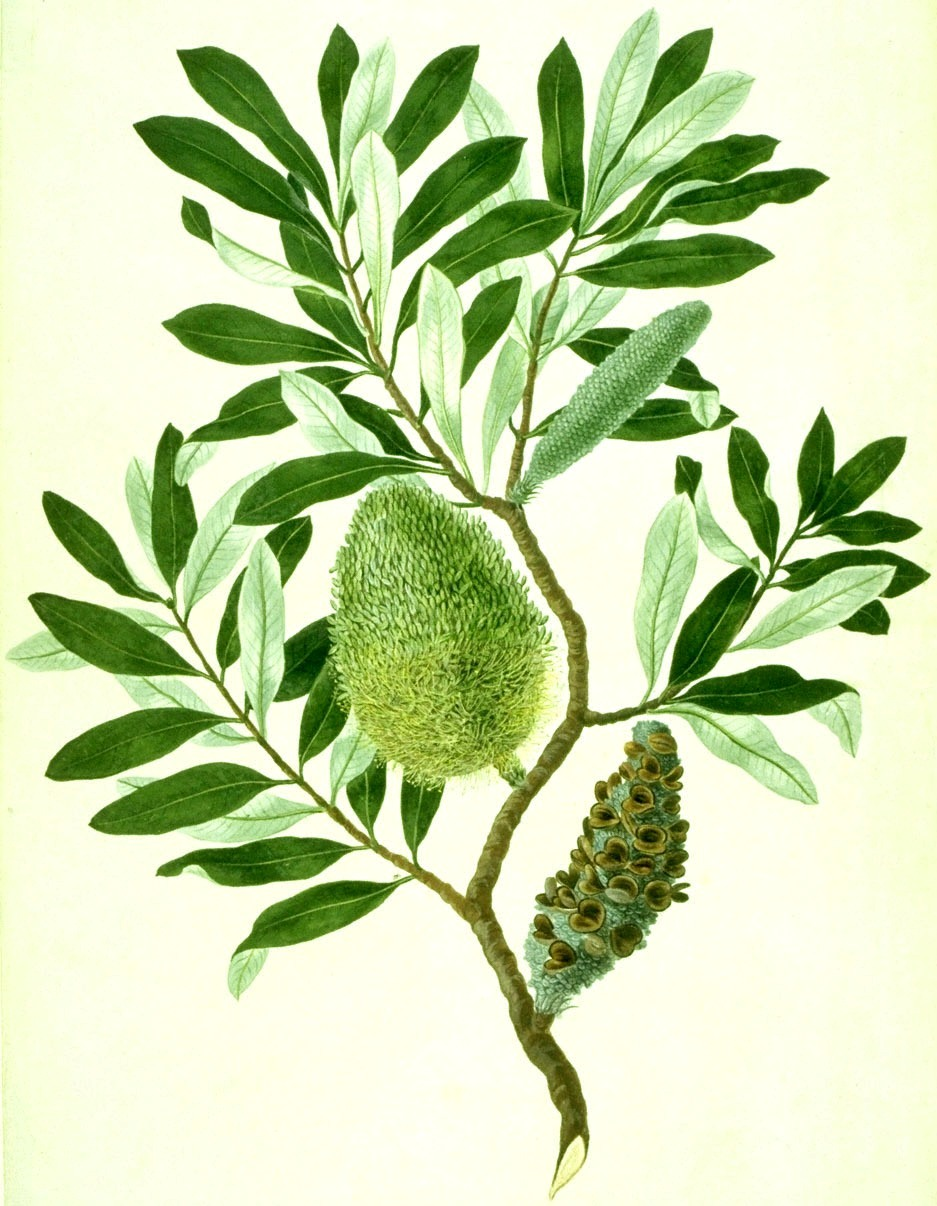
Banksia integrifolia, один из видов рода Банксия, дерево с восточного берега Австралии (Банксия береговая, Жимолость белая). Акварель из Флорилегиума Бэнкса

## Память о путешествии

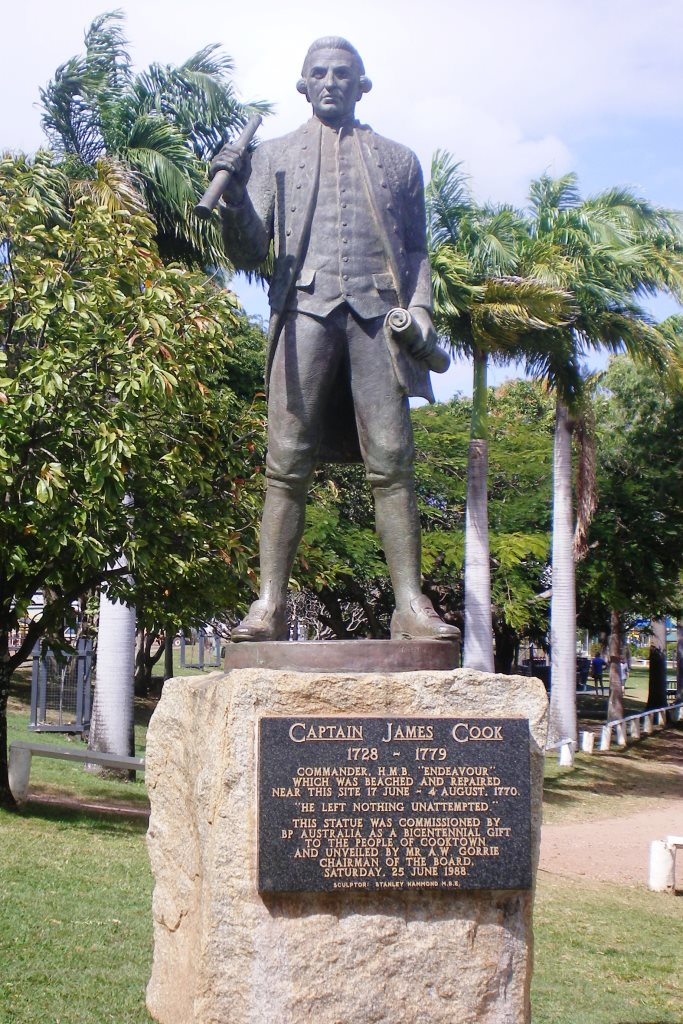
Памятник Джеймсу Куку в Куктауне

На северо-востоке Австралии в районе высадки экипажа корабля для ремонта в честь Джеймса Кука названы город Куктаун и графство Кук, а в городе у места знакомства экипажа с кенгуру установлена скульптура животного с отрывком из записей капитана на постаменте. Местная речка получила название Индевор в честь корабля Кука.